# Mitsubishi Pajero Sport
Mitsubishi Pajero Sport este un SUV de dimensiuni medii produs de producătorul japonez Mitsubishi Motors din 1996, care se întinde pe trei generații. Mitsubishi a folosit anterior numele Challenger în Japonia și pe unele piețe internaționale, dar încă de la a treia generație, modelul Pajero Sport / Montero Sport / Shogun Sport a fost denumit în schimb.

## Prima generație (K80 / K90 / PA / PA II; 1996-2008)
Producția a început în Japonia în 1996 și a fost disponibilă pentru majoritatea piețelor de export până în 1997, unde a fost cunoscută diferit sub numele de Challenger, Pajero Sport în Europa, Montero Sport în America de Nord, America de Sud și Filipine, Nativa în anumite părți din America Latină, Caraibe și Orientul Mijlociu, Shogun Sport în Regatul Unit, și Strada G-Wagon în Thailanda. Bazat pe camioneta Mitsubishi Strada din aceeași epocă, care împărtășește multe componente și unele panouri de caroserie (adică portiere frontale), prima generație Pajero Sport (Challenger) a fost construită și pe ampatamentul Pajero din a doua generație și a servit ca model junior pentru Pajero mai mare.
La fel ca Pajero, avea suspensie frontală independentă cu bare de torsiune și punte spate vie. În plus față de numeroase ridicări de față de-a lungul anilor, a existat o schimbare majoră de suspendare de la frunzele din spate la arcurile spirale la sfârșitul anului 2000. Pe măsură ce popularitatea sa a crescut, ansamblul local pentru piețele externe a fost introdus în China în 2003, și Brazilia în 2006. Vânzările au fost întrerupte în Japonia în 2003, în America de Nord în 2004 (excluzând Canada), unde au fost vândute alături de Endeavour, unde au fost înlocuite de Endeavour, și Europa Centrală și de Vest în 2008. În Japonia, a fost vândut la un anumit lanț de retail numit Car Plaza.
V6 de 3 litri este cel mai des utilizat motor; produce 175 CP (130 kW; 177 PS) la 5.000 rpm. Piața din America de Nord a primit motoare V6 pe benzină în toți anii de producție, în timp ce un motor pe benzină de 2,4 litri a fost oferit pe modelele de bază din 1997 până în 1999. Piețele din afara Americii de Nord aveau, de asemenea, o varietate de turbodiesel patru în linie (cu excepția Canadei, unde patru în linie au fost disponibili) pentru a alege.

### Galerie

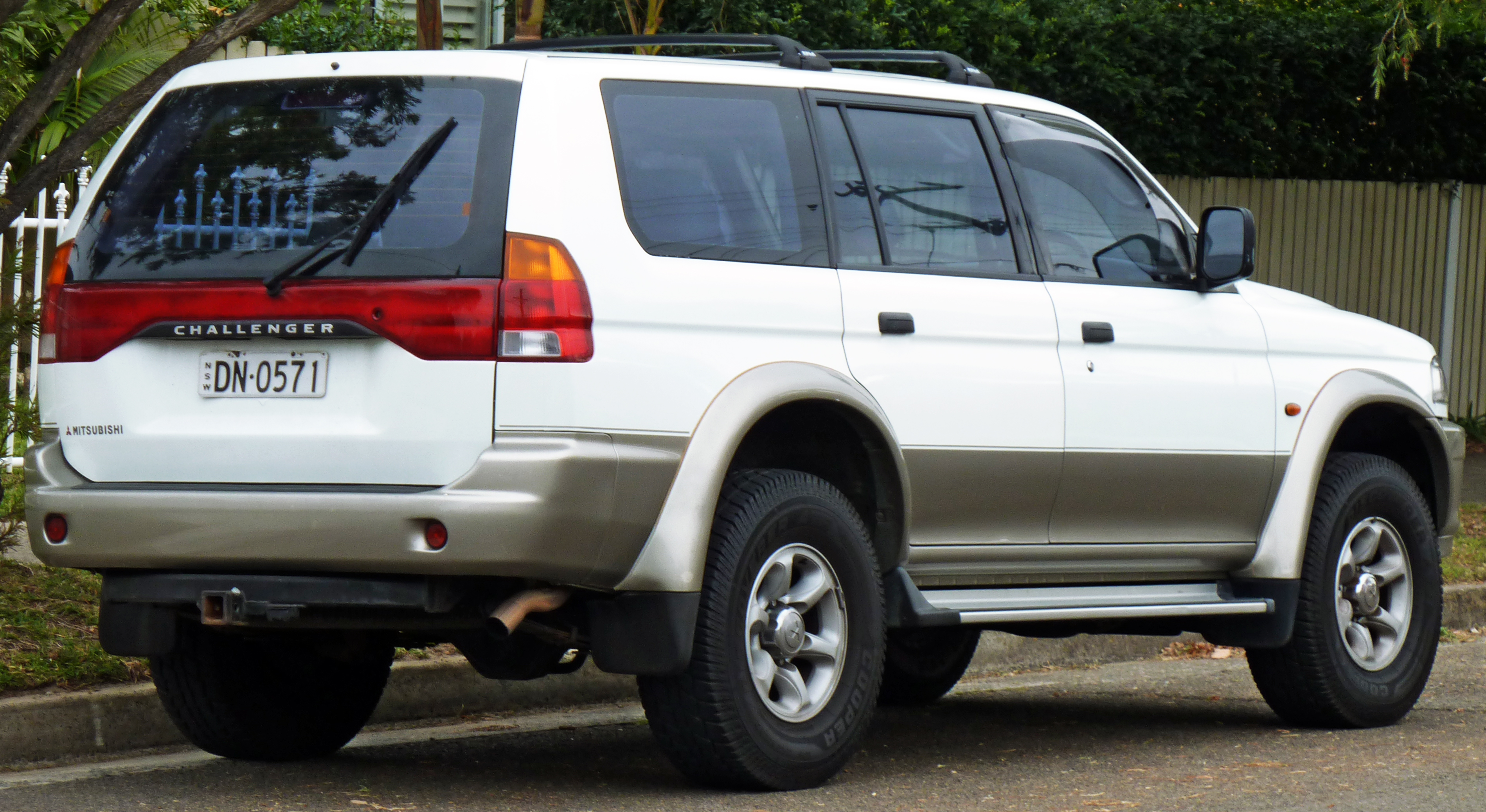
Mitsubishi Challenger 1998–2000
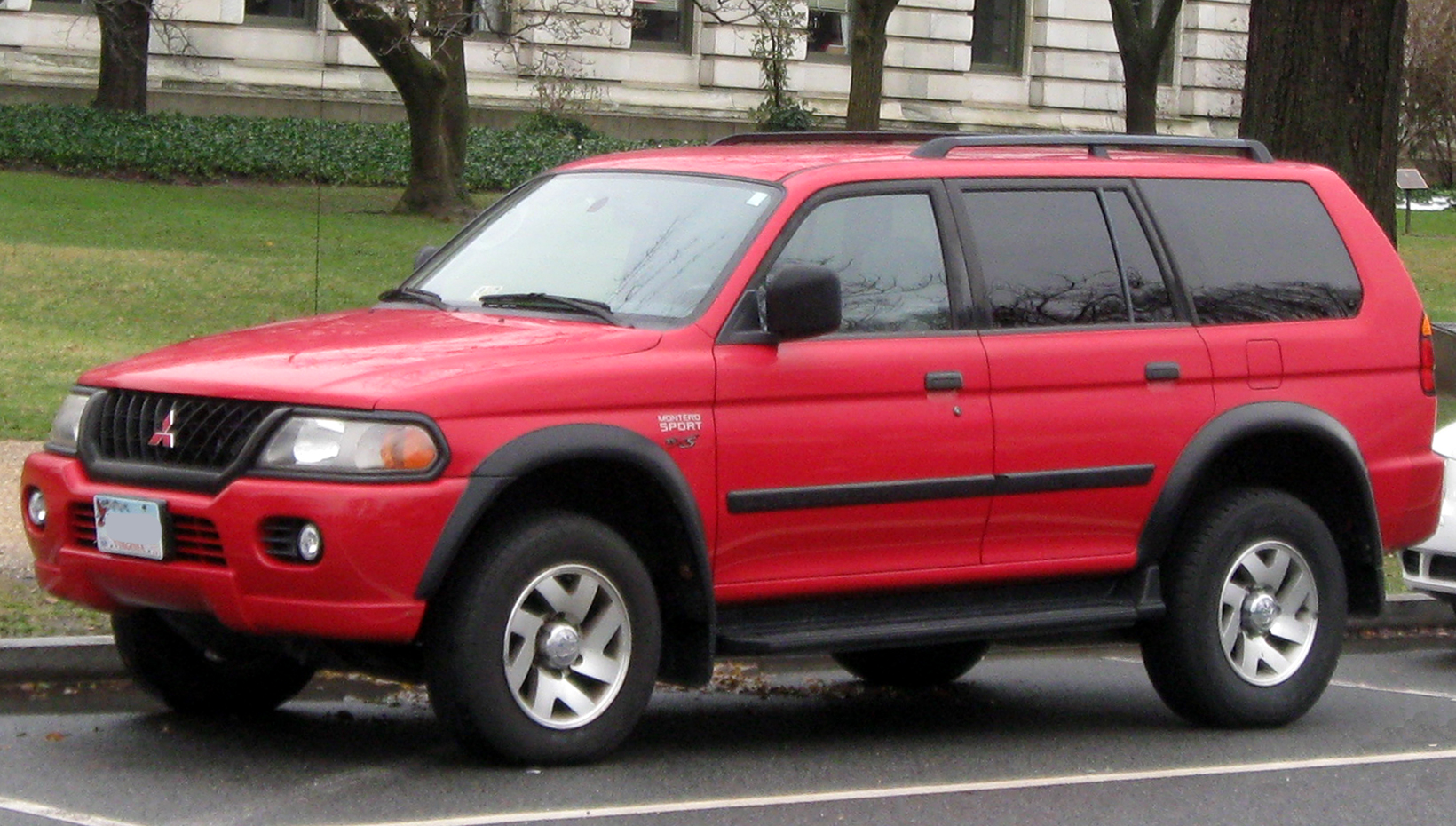
Mitsubishi Montero Sport (US) 2000–2004
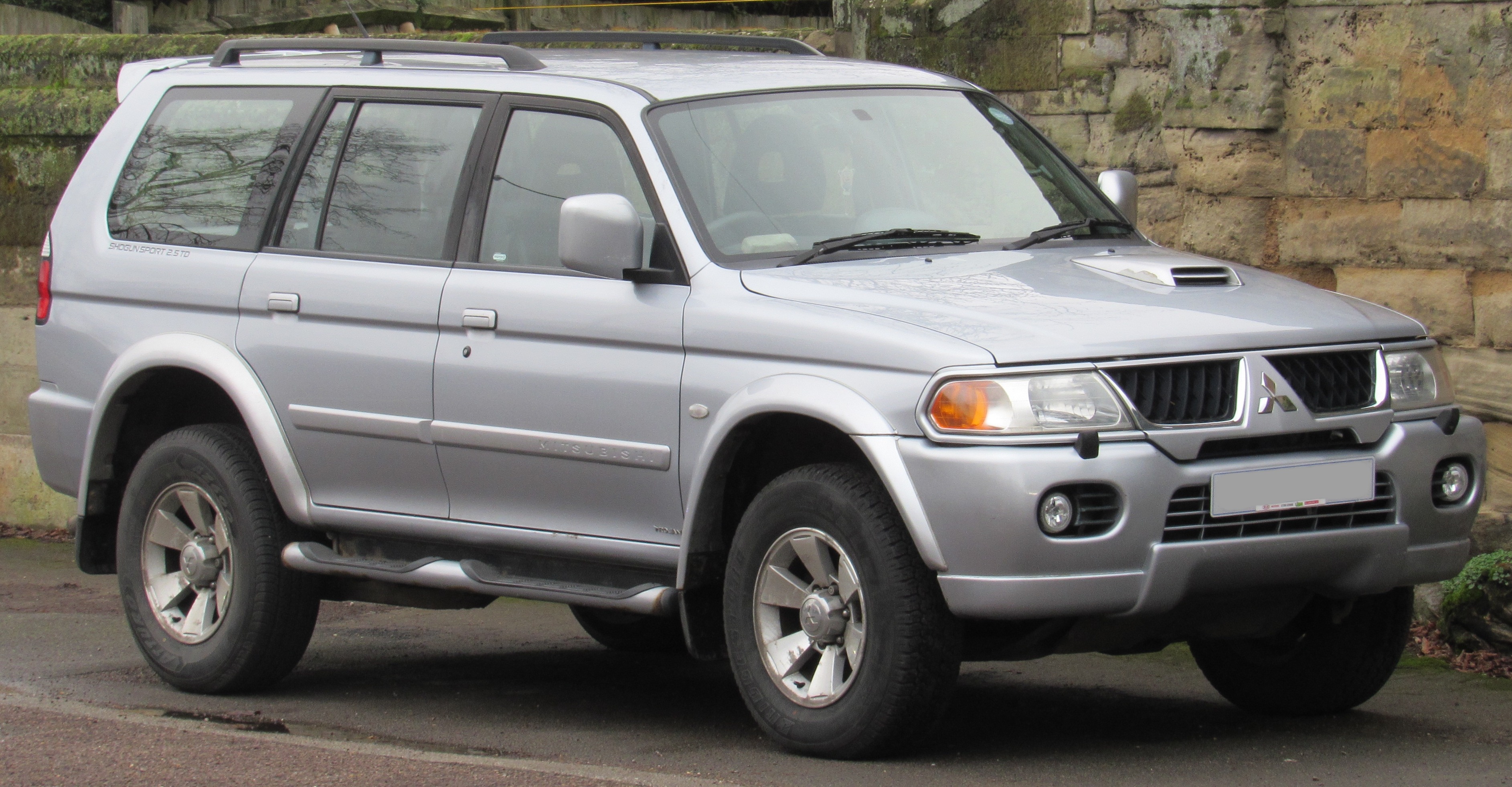
Mitsubishi Shogun Sport Trojan 2004–2006
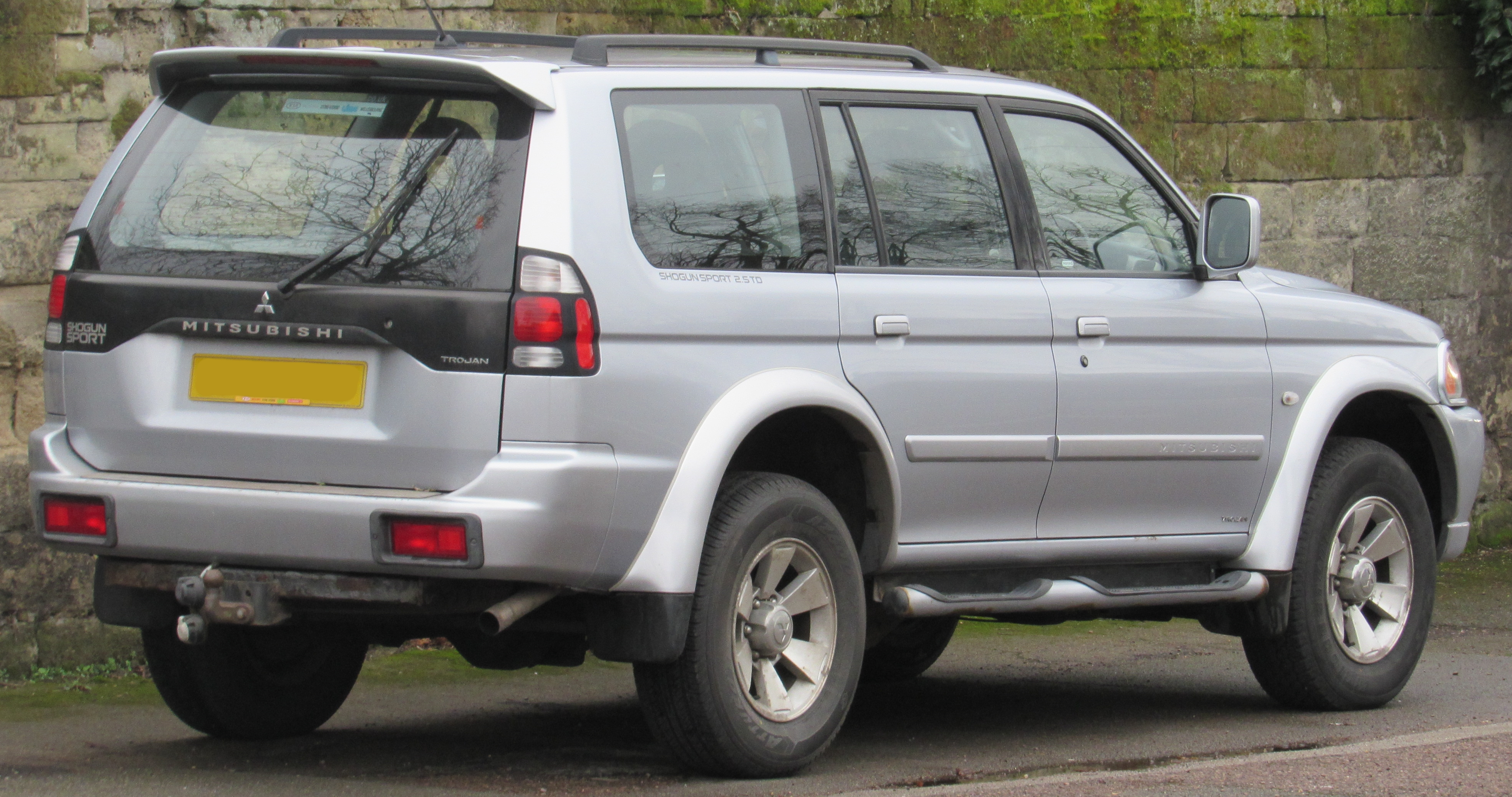
Mitsubishi Shogun Sport Trojan 2004–2006

## A doua generație (KG/KH/PB; 2008–2016)
Cea de-a doua generație a vehiculului, bazată pe șasiul cu rama scării Mitsubishi Triton, a fost introdusă treptat pe piețele selectate (Rusia, Asia de Sud-Est și Orientul Mijlociu) până în toamna anului 2008, după debutul său la Salonul Internațional de Automobile din Moscova. Designul este parțial influențat de mașina concept Pajero Evolution 2001 alimentată de 4.7 litri V8 din 2001. Motoarele pe benzină V6 de 2.5 sau 3.2 litri și 3.0 sau 3.5 litri V6 sunt disponibile ca înainte, în timp ce sunt oferite configurații interioare cu cinci sau șapte locuri. Ca și în cazul pickup-ului Triton pe care se bazează, producția noului Pajero Sport pentru toate piețele este concentrată în Thailanda.
În Filipine și Mexic, Mitsubishi Challenger este numit oficial Mitsubishi Montero Sport. Mitsubishi Challenger concurează în principal cu Toyota Fortuner și Chevrolet Trailblazer din Filipine și pe alte piețe.
În India, Mitsubishi Challenger este vândut sub numele de Mitsubishi Pajero Sport. Este echipat cu o supapă 4D56-T de 2,5 litri de 2,5 litri, acoperită cu un motor diesel SOHC cu turbocompresor cu geometrie variabilă, oferind o putere maximă de 175 CP și 400Nm de cuplu. Cantareste 2065 kg si ofera un kilometraj de 12 kmpl. S-a vândut cu un preț de INR 23,12 lakhs.
În Bangladesh, Mitsubishi Challenger este asamblat de industria auto Pragoti de stat și vândut sub numele de Mitsubishi Pajero Sport.

### Problema bruscă a accelerării neintenționate
În 2011, proprietarii Montero Sport din Filipine au raportat că vehiculele lor sufereau de o accelerare bruscă neintenționată. Ulterior, Mitsubishi Motors Filipine a răspuns cu o declarație spunând că au efectuat teste pe sistemele electrice Montero Sport și nu au găsit probleme; în plus, aceștia au declarat că accidentele legate de această problemă au fost cauzate mai degrabă de erori umane. Proprietarii de Montero Sport afectați de problema bruscă neintenționată a accelerării intenționează să depună o acțiune de clasă împotriva Mitsubishi Motors Filipine. Departamentul de Comerț și Industrie (DTI) a deschis un dosar de investigații pentru a examina accidentele și reclamațiile din 2010 până în 2015 și va recomanda fie o rechemare a produsului, fie o interdicție totală a vânzărilor la Montero Sport din țară.

## A treia generație (KR/KS/QE; 2015–prezent)

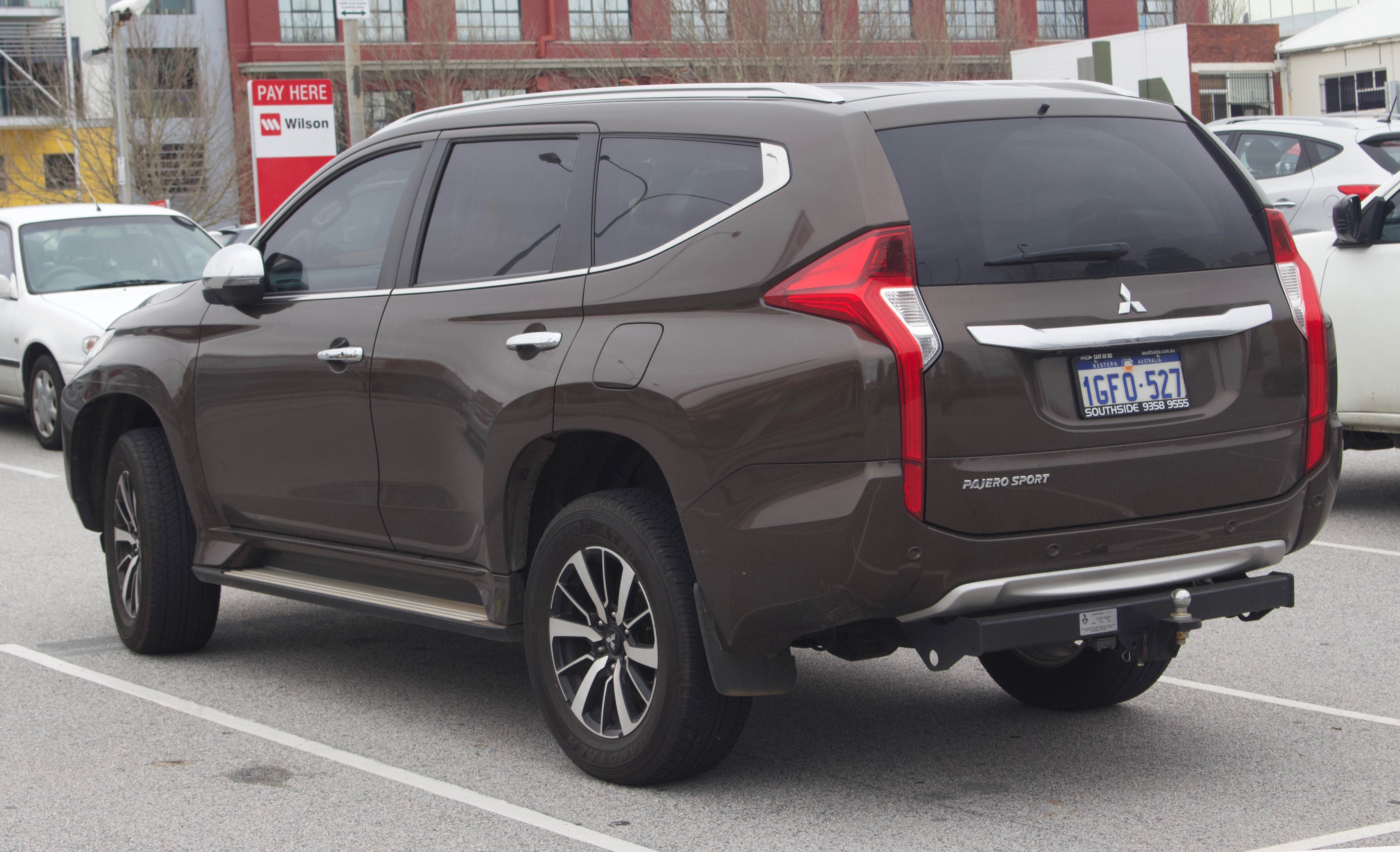
Mitsubishi Pajero Sport GLS (Australia; pre-facelift)

La 1 august 2015, Mitsubishi Motors a dezvăluit a treia generație a Mitsubishi Pajero Sport din Thailanda și va fi lansat ca model 2016 și va fi alimentat de noul motor MIVEC 4N15 2.4L MIVEC. De când a fost dezvăluită a treia generație, ea nu a mai folosit numele Challenger și, în schimb, a folosit numele Pajero Sport/Montero Sport.
Pentru piața indoneziană, noua generație a treia generație Pajero Sport a fost lansată pe 29 ianuarie 2016 la Jakarta, Indonezia. Acesta a fost inițial construit și importat din Thailanda. Din aprilie 2017, este construită și asamblată la noua fabrică Mitsubishi Cikarang din Bekasi, Java de Vest, Indonezia.
Pajero Sport / Montero Sport are trei opțiuni de motorizare. Vechea linie comună 4D56 DI-D produce 136 CP și 314 N⋅m (varianta GLX în Indonezia) și 4N15 MIVEC cu Turbo Geometry Variable care produce 181 CP și 430 NM (varianta Dakar în Indonezia și toate variantele din Thailanda și Filipine) și motorul pe benzină 3.0L 6B31 MIVEC V6.
În Filipine, este cunoscut și comercializat sub numele de Montero Sport. Ca vehicul al pieței de masă, a adăugat o mulțime de caracteristici în comparație cu predecesorul său. Mitsubishi Montero Sport este disponibil în 5 variante: GLX 4x2 (manual cu 6 trepte), GLS 4x2 (automat cu 8 trepte), GLS Premium 4x2 (automat cu 8 trepte), GLS 4x4 (manual cu 6 trepte) și GT 4x4 ( Automată cu 8 trepte). Toate variantele sunt alimentate de un motor diesel curat de 2,4 MIVEC VGT.
În Bangladesh, este comercializat ca Pajero Sport și asamblat de Pragoti Industries Limited la Chittagong. De asemenea, a fabricat mașina.
În Orientul Mijlociu, este disponibil cu o versiune 6B31 3,0 V6 pe benzină.
În Australia, Pajero Sport este disponibil fie cu cinci locuri pentru modelul de bază GLX sau GLS, cât și într-o versiune cu șapte locuri în GLS & Exceed. Pajero Sport vine doar în transmisie automată, datorită vânzărilor reduse ale transmisiei manuale din generația anterioară.
În Regatul Unit, Shogun Sport a fost lansat ca al doilea Shogun Sport pe piața europeană.
O altă caracteristică a acesteia este Aisin cutie automată cu 8 trepte, care va îmbunătăți eficiența combustibilului, fără a sacrifica accelerația în angrenaj și este disponibilă și cu un manual cu 6 trepte. Alte caracteristici includ un sistem de aer condiționat auto, suprafață dublă, scaune electrice, scaune conturate din piele cu amortizare multistrat, monitor în jurul, senzori în jurul, capacitate 7 locuri, senzori G, afișare multi-informație, suport pentru Apple CarPlay și Android Auto și un sistem cu ecran tactil cu navigație, 6" frâne cu disc cu două pistoane ventilate față și frâne cu disc solid de 6”.
De asemenea, are un corp mai ușor în comparație cu predecesorul, datorită utilizării materialelor plastice CF, rezistente și ușoare, iar cu ajutorul blocului de aliaje ușoare 4N15, întregul corp are un centru de greutate redus.
De asemenea, acesta este exportat pe piețele LHD precum Filipine, Orientul Mijlociu și probabil piețele CSI.

### Facelift

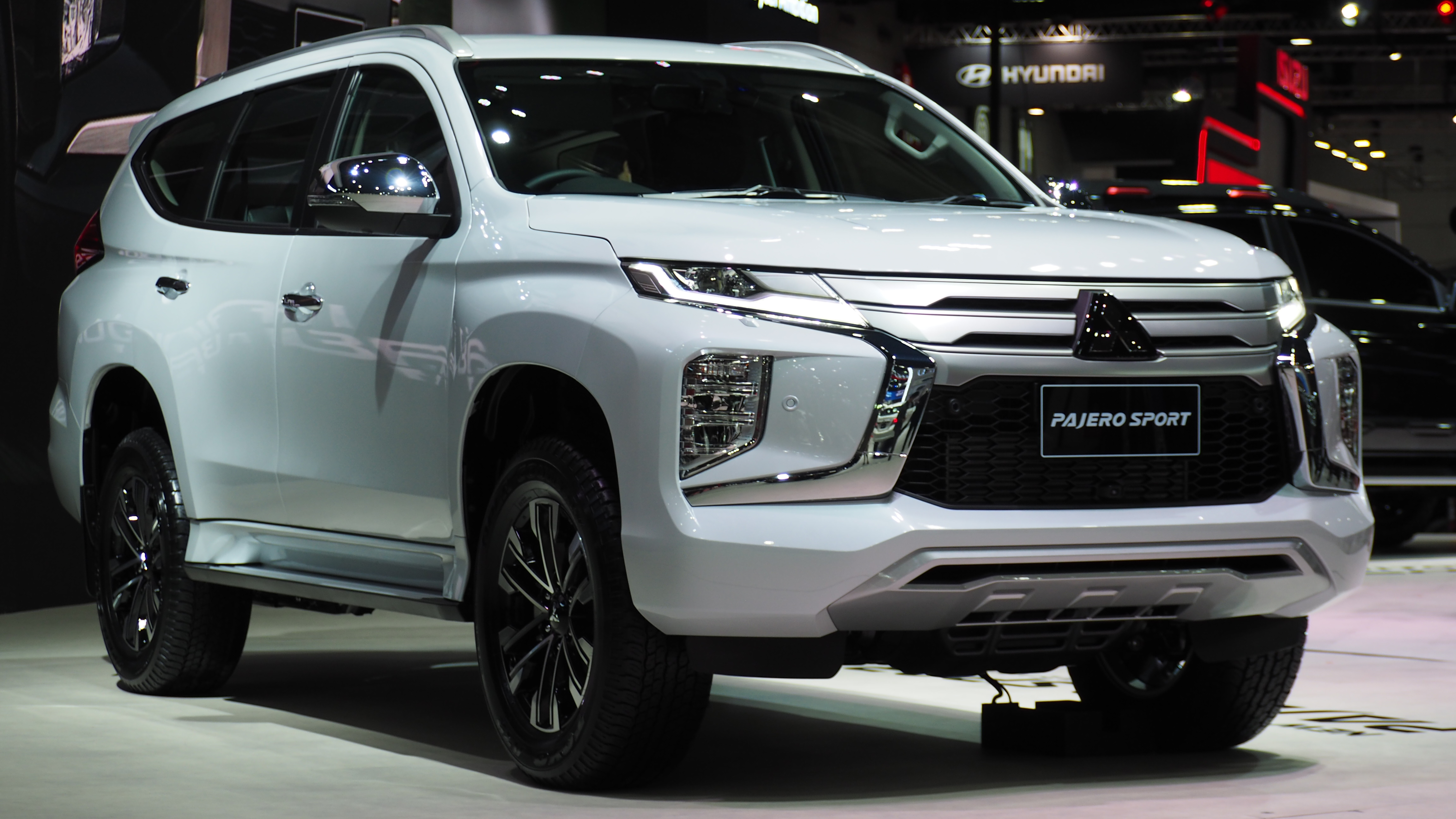
Mitsubishi Pajero Sport GT-Premium 4WD (KS1W; facelift, Thailanda) 2019

A treia generație facelift Pajero Sport a fost lansată în Thailanda pe 25 iulie 2019 pentru anul model 2020. Pajero Sport actualizat primește o nouă fațadă frontală cu configurația farurilor cu două straturi. Motor și transmisie au rămas la fel ca modelul de ieșire. Alte îmbunătățiri notabile, inclusiv frâna de parcare Auto Hold, un instrument de 8" digital, un sistem de infotainment mai mare și hayonul electric fără mâini, a fost apoi lansat pe piețe în octombrie 2019.

## Legături externe
- Mitsubishi Pajero Sport website (Indonesia) Arhivat în 25 mai 2020, la Wayback Machine.